# Anthony Holles
Anthony Holles (Londres, 17 de janeiro de 1901 – Londres, 4 de março de 1950) foi um ator britânico da era do cinema mudo.

## Filmografia selecionada
- The Will (1921)
- The Missing Rembrandt (1932)
- The Midshipmaid (1932)
- The Star Reporter (1932)
- Gaiety George (1946)
- They Knew Mr. Knight (1946)
- Fortune Lane (1947)
- Bonnie Prince Charlie (1948)
- Traveller's Joy (1949)